# Papendorf, Rostock
Papendorf är en kommun och ort i Landkreis Rostock i förbundslandet Mecklenburg-Vorpommern i Tyskland.
Kommunen ingår i kommunalförbundet Amt Warnow-West tillsammans med kommunerna Elmenhorst/Lichtenhagen, Kritzmow, Lambrechtshagen, Pölchow, Stäbelow och Ziesendorf.